# 東北194号
東北194号（とうほく194ごう）は、イネ（米）の品種の1つ。宮城県大崎市域に含まれるJA古川、JAいわでやま、JAみどりの管内で生産された東北194号は「ささ結」（ささむすび）の登録商標で、JA栗っこ管内では「いくよちゃん」、JA加美よつばでは「ささゆた香」のブランド名で販売されている。

## 概要
「ササニシキ」を母、「ひとめぼれ」を父として宮城県古川農業試験場において2001年に交配され、2007年に「東北194号」の系統名が付けられ、2012年に品種登録された。2015年より宮城県内で一般作付が開始され、同年産米は160トンが市場に出回る見込み。
1963年に育成されたササニシキは良食味多収品種として宮城県を中心とする東北地方に普及していた。しかし、気象変動の激化による冷害の頻発や高温登熟障害が発生するようになり、耐冷性、いもち病抵抗性、耐倒伏性、穂発芽性等の問題が顕在化した。その一方で、コシヒカリ系統のコメには無い「粘りが少なく、あっさりとした食感」が和食や寿司等に相性が良く、希少価値が高いこと等から、ササニシキの弱点を補完した後継品種の開発が進められた。
その結果、ササニシキを母、ひとめぼれを父として2001年から世代促進栽培、2003年に個体選抜を行い、2004年に単独系統として185系統が養成された。その後、2011年に新品種候補となり、東日本大震災の発生でやや遅れたものの、2012年に系統名のまま命名された。

## 特徴
国立研究開発法人農業・食品産業技術総合研究機構によれば、品質、食味ともにササニシキの特徴をよく受け継いでおり、生態的にはササニシキの弱点である耐冷性等が、ひとめぼれと同等の水準にまで達しているためササニシキより栽培が容易になっている。このため、ササニシキに替わる和食や寿司等との相性が良いコメとして安定生産が見込めるとされている。

## ブランド名

### ささ結
2015年6月に、大崎市や古川農業試験場、JA、流通業者、実需者等によって大崎市役所内に設立された「大崎の米『ささ結』ブランドコンソーシアム」を中心にブランド確立を目指している。
大崎市では『ささ結』に関して2019年5月1日に「豊饒の大地『大崎耕土』世界農業遺産ブランド認証」をスタートさせた。品種名は東北194号であり、『ささ結』はその中でも環境配慮基準、食味配慮基準、生物多様性配慮基準の3つの基準を満たすものに対して大崎市が認証するブランド名とされた。
大崎市の「『ささ結』ブランド認証PR事業実施要綱」の第2条は「市内に住所を有する者（市内のJAについては、JA古川、JA新みやぎみどりの地区本部，JA新みやぎいわでやま地区本部を含む。）が、市内において生産する米（JA新みやぎみどりの地区本部が生産する環境保全米は、みどりの地区本部管内での生産分を含む）」としている。宮城県内の別の地域で生産されている東北194号は「ささ結」という名称を謳うことができない。しかし、地元紙の『河北新報』など一部報道ではささ結を「新品種」として報じている。

### ささゆた香
JA加美よつば管内では「ささゆた香」としてブランド化を図っている。